# 本多敏樹
本多 敏樹（ほんだ としき、1874年2月27日 - 1968年2月8日）は、日本の政治家。第2-4代岡崎市長（3期）。
旧藩主本多家の出身であったことから「殿様市長」として親しまれた。旧岡崎藩主17代目の本多忠敬（ただあつ）は実兄。

## 経歴
愛知県岡崎市生まれ。学習院、札幌農学校を経て、1901年（明治34年）、東京帝国大学法科大学に入学。大学を中退したあと、1904年（明治37年）、陸軍歩兵少尉として日露戦争に従軍。勲六等単光旭日章受章。退役後、北海道庁技師に任官し未開地開発にとりくむ。勲五等瑞宝章を受章。
1918年（大正7年）7月12日、郷里岡崎の初代市長・千賀又市が公務執務中にたおれ、その日のうちに49歳で死去。市が設けた協議会や委員会が打診した新市長の候補者はいずれも固辞し、米騒動による混乱をはさみ（岡崎市では8月14日、15日に発生）、選考作業は難航した。結局市内に好適な人物は見あたらず、北海道にいる本多と香川県丸亀高等女学校教諭の岡田辰雄が最終的な候補とされた。11月12日、本多が第2代市長に選任された。12月4日、裁可。12月17日、市長就任。
1919年（大正8年）3月、六ツ美村（現・岡崎市中之郷町）の浄妙寺の女性と結婚。
1922年（大正11年）、三河郷友会長に就任。3期市長を務め、1930年（昭和5年）12月5日、任期満了で退任した。
戦後は1947年（昭和22年）4月5日に行われた第1回公選岡崎市長選挙に出馬するも落選。1956年（昭和31年）7月1日、岡崎市名誉市民に推挙される。1958年（昭和33年）11月2日、4選を狙う竹内京治市長の推薦母体である愛市連盟が発足すると、本多は同団体の名誉会長に就任する。翌年の市長選で竹内は僅差で太田光二に敗れる。
1968年（昭和43年）2月8日、市内梅園町の自宅で死去。93歳没。

## 主な業績

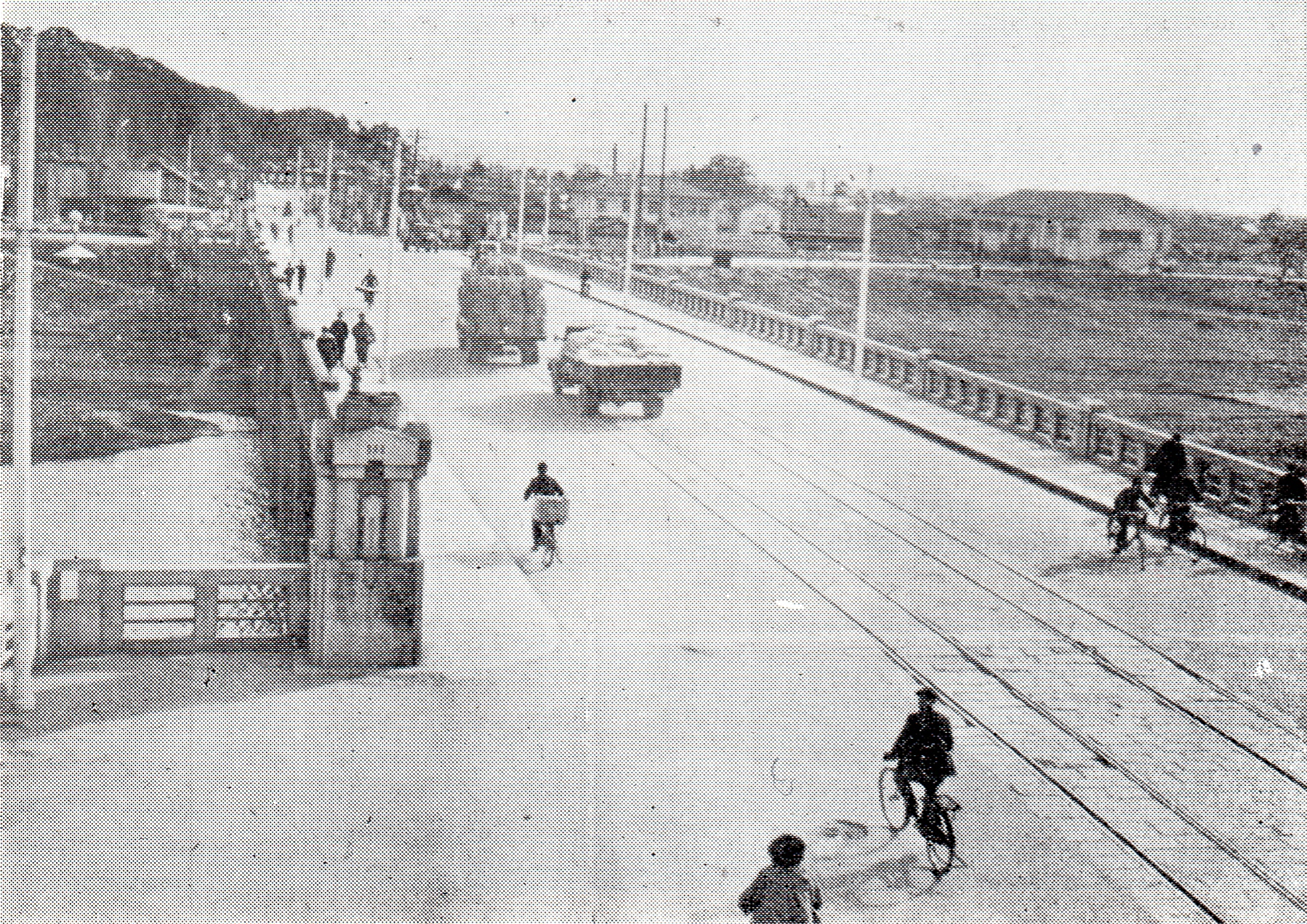
1927年7月15日に完成した殿橋

- 土木建築部門では、殿橋の架橋、明代橋の架け替え[11]、明神橋の架橋[12]、図書館新築、下水道工事の着手[13]の建設などが挙げられる。

- 1919年（大正8年）に17代岡崎藩主・本多忠敬から寄付された旧岡崎城跡一円を、5か年継続事業により岡崎公園として完成させた[14]。

- 1922年（大正11年）、岡崎美術展を創設した。第1回の会期は11月18日～28日。大正期の中小都市において市が後援して美術展を行うことはきわめて珍しいことであった[15]。

- 1925年（大正14年）3月、三島尋常小学校の新築移転を行った。場所は現在自然科学研究機構がある明大寺町字西郷中38[16]。鉄筋コンクリート2階建校舎は当時、東洋一の校舎と言われた[17]。

- 1928年（昭和3年）9月1日、岡崎村・美合村・男川村・常磐村箱柳を編入。

- 柴田顕正を市立図書館長に起用し、岡崎市史の編纂にあたらせたのも本多と言われている[18][19]。